# Vic Records
Vic Records ist ein niederländisches Metallabel, das hauptsächlich Bands aus den Genres Heavy Metal, Death Metal und Thrash Metal unter Vertrag nimmt und verlegt. Es wurde 1992 von Roel Van Reijmersdal gegründet. Neben aktuellen Erstveröffentlichungen gehören auch Wiederveröffentlichungen zum Programm.

## Künstler (Auswahl)
- Alkonost
- Altar
- Arkona
- Asphyx
- Assorted Heap
- Blood
- Bornholm
- Brutality
- Celestial Season
- Ceremonial Oath
- Comecon
- Destruction
- Dimension Zero
- Exhumation
- Exoto
- Furbowl
- Funeral Bitch
- Gates of Ishtar
- The Gathering
- God Dethroned
- Hammerfall
- Hearse
- Heir Apparent
- Hexx
- Infernäl Mäjesty
- Katatonia
- Malevolent Creation
- Master
- Melechesh
- Memory Garden
- Mystifier
- Obtruncation
- October Tide
- Obscenity
- Officium Triste
- Orphanage
- Paganizer
- Pentacle
- Pestilence
- Phlebotomized
- Polluted Inheritance
- Possessed
- The Project Hate MCMXCIX
- Ribspreader
- Sacramentum
- Sacrosanct
- Sear Bliss
- Sinister
- Solstice
- Soulburn
- Tiamat
- Torchbearer
- Torchure
- Varathron
- Violation Wound
- Visceral Evisceration
- Weapons to Hunt
- Xysma

## Veröffentlichungen (Auswahl)
- Hammerfall – Glory to the Brave (1997)
- Torchure – Beyond the Veil (2013, Wiederveröffentlichung)
- Assorted Heap – The Experience of Horror (2015, Wiederveröffentlichung)
- Sacrosanct – Truth Is - What Is (2018, Wiederveröffentlichung)
- Sacrosanct – Recesses for the Depraved (2018, Wiederveröffentlichung)
- Sacrosanct – Tragic Intense (2019, Wiederveröffentlichung)